# Tirreno-Adriático 1972
La séptima edición del Tirreno-Adriático se disputó entre el 13 y el 17 de marzo de 1972 con un recorrido de 884 kilómetros con salida en Ladispoli y llegada a San Benedetto del Tronto. El ganador de la carrera fue el belga Roger de Vlaeminck del Dreher. Ésta sería la primera victoria en esta carrera de De Vlaeminck de las seis que conseguiría de forma consecutiva. 

## Etapas
| Etapa | Fecha       | Recorrido                             | km    | Ganador              | Líder              |
| ----- | ----------- | ------------------------------------- | ----- | -------------------- | ------------------ |
| 1ª    | 13 de marzo | Ladispoli - Alatri                    | 196,0 | Tomas Pettersson     | Tomas Pettersson   |
| 2ª    | 14 de marzo | Frosinone - Pescasseroli              | 174,0 | Josef Fuchs          | Josef Fuchs        |
| 3ª    | 15 de marzo | Pescasseroli - Alba Adriatica         | 219,0 | Patrick Sercu        | Josef Fuchs        |
| 4ª    | 16 de marzo | Alba Adriatica - Civitanova Marche    | 191,0 | Roger de Vlaeminck   | Josef Fuchs        |
| 5ª A  | 17 de marzo | S.B del Tronto - S.B del Tronto       | 86,0  | Rik van Linden       | Josef Fuchs        |
| 5ª B  | 17 de marzo | S.B del Tronto - S.B del Tronto (CRI) | 18,0  | Roger de Vlaeminck\| | Roger de Vlaeminck |

## Clasificaciones finales

### General
| Posición | Ciclista           | Equipo      | Tiempo      |
| -------- | ------------------ | ----------- | ----------- |
| 1        | Roger de Vlaeminck | Dreher      | 23h 46' 52" |
| 2        | Josef Fuchs        | Filotex     | + 12"       |
| 3        | Tomas Pettersson   | Ferretti    | + 31"       |
| 4        | Frans Verbeeck     | Watney-Avia | + 47"       |
| 5        | Noël Van Clooster  | Watney-Avia | + 1' 14"    |
| 6        | Felice Gimondi     | Salvarani   | + 1' 32"    |
| 7        | Davide Boifava     | Zonca       | + 1' 41"    |
| 8        | Ole Ritter         | Dreher      | + 1' 41"    |
| 9        | Gosta Pettersson   | Ferretti    | + 2' 00"    |
| 10       | Antoon Houbrechts  | Salvarani   | + 2' 02"    |